# Brady Walker
Brady W. Walker (nacido el 15 de marzo de 1921 en Provo, Utah y fallecido el 30 de noviembre de 2007 en Orem, Utah) fue un jugador de baloncesto estadounidense que disputó cuatro temporadas entre la BAA y la NBA. Con 1,98 metros de estatura, jugaba en la posición de ala-pívot.

## Trayectoria deportiva

### Universidad
Jugó durante su etapa universitaria con los Cougars de la Universidad Brigham Young, interrumpida dos años y medio por la Segunda Guerra Mundial, donde además destacó en atletismo, en las pruebas de lanzamiento.

### Profesional
Fue elegido en el Draft de la BAA de 1948 por Providence Steamrollers, donde jugó una temporada en la que promedió 8,3 puntos y 1,2 asistencias por partido.
Al año siguiente la franquicia desapareció, siendo adquirido por los Boston Celtics, donde en su primera temporada promedió 7,5 puntos y 1,6 asistencias por partido. Con la temporada 1950-51 ya comenzada, fue traspasado junto con Dick Mehen a los Baltimore Bullets a cambio de Kenny Sailors. Allí acabó la temporada promediando 7,5 puntos y 6,6 rebotes por partido.
Jugó un año más con los Bullets antes de retirarse definitivamente a los 30 años.

## Estadísticas de su carrera en la NBA

### Temporada regular
| Año     | Equipo     | PJ  | MPP  | TC%  | TL%  | RPP | APP | PPP |
| ------- | ---------- | --- | ---- | ---- | ---- | --- | --- | --- |
| 1948–49 | Providence | 59  | –    | .363 | .561 | –   | 1.2 | 8.3 |
| 1949–50 | Boston     | 68  | –    | .374 | .632 | –   | 1.6 | 7.5 |
| 1950–51 | Boston     | 17  | –    | .394 | .556 | 1.8 | 0.5 | 1.8 |
| 1950–51 | Baltimore  | 49  | –    | .394 | .713 | 6.6 | 2.1 | 7.5 |
| 1951–52 | Baltimore  | 35  | 20.0 | .410 | .765 | 5.6 | 1.1 | 5.8 |
| Total   | Total      | 228 | 20.0 | .380 | .633 | 5.4 | 1.4 | 7.0 |